# Kamil Drygas
Kamil Drygas (Kępno, 1991. szeptember 7. –) lengyel korosztályos válogatott labdarúgó, a Miedź Legnica középpályása.

## Pályafutása

### Klubcsapatokban
Drygas a lengyelországi Kępno városában született. Az ifjúsági pályafutását a Marcinki Kępno és az Amica Wronki csapatában kezdte, majd 2007-ben a Lech Poznań akadémiájánál folytatta.
2010-ben mutatkozott be a Lech Poznań első osztályban szereplő felnőtt keretében. A 2012–13-as szezonban a Zawisza Bydgoszcz csapatát erősítette kölcsönben. A lehetőséggel élve, 2013-ban a Zawisza Bydgoszczhoz igazolt. 2016. július 1-jén a Pogoń Szczecin szerződtette. Először a 2016. július 16-ai, Wisła Kraków ellen 2–1-re elvesztett mérkőzésen lépett pályára. Első gólját 2016. augusztus 7-én, a Zagłębie Lubin ellen idegenben 1–1-es döntetlennel zárult találkozón szerezte meg. 2023. január 25-én a Miedź Legnicához írt alá.

### A válogatottban
Drygas az U20-as és az U21-es korosztályú válogatottakban is képviselte Lengyelországot.

## Statisztikák
2023. július 23. szerint
| Klub                           | Szezon   | Osztály     | Bajnokság | Bajnokság | Kupa és Ligakupa | Kupa és Ligakupa | Nemzetközi | Nemzetközi | Összesen | Összesen |
| Klub                           | Szezon   | Osztály     | Meccs     | Gól       | Meccs            | Gól              | Meccs      | Gól        | Meccs    | Gól      |
| ------------------------------ | -------- | ----------- | --------- | --------- | ---------------- | ---------------- | ---------- | ---------- | -------- | -------- |
| Lech Poznań                    | 2010–11  | Ekstraklasa | 4         | 0         | 1                | 0                | 5          | 0          | 10       | 0        |
| Lech Poznań                    | 2011–12  | Ekstraklasa | 9         | 0         | 2                | 0                | —          | —          | 11       | 0        |
| Lech Poznań                    | 2013–14  | Ekstraklasa | 2         | 0         | 0                | 0                | 1          | 0          | 3        | 0        |
| Lech Poznań                    | Összesen | Összesen    | 15        | 0         | 3                | 0                | 6          | 0          | 24       | 0        |
| Zawisza Bydgoszcz (kölcsönben) | 2012–13  | I Liga      | 23        | 8         | 2                | 0                | —          | —          | 25       | 8        |
| Zawisza Bydgoszcz              | 2013–14  | Ekstraklasa | 29        | 4         | 5                | 3                | —          | —          | 34       | 7        |
| Zawisza Bydgoszcz              | 2014–15  | Ekstraklasa | 33        | 4         | 1                | 0                | 2          | 1          | 36       | 5        |
| Zawisza Bydgoszcz              | 2015–16  | I Liga      | 29        | 13        | 6                | 3                | —          | —          | 35       | 16       |
| Zawisza Bydgoszcz              | Összesen | Összesen    | 114       | 29        | 14               | 6                | 2          | 1          | 130      | 36       |
| Pogoń Szczecin                 | 2016–17  | Ekstraklasa | 33        | 3         | 4                | 2                | —          | —          | 37       | 5        |
| Pogoń Szczecin                 | 2017–18  | Ekstraklasa | 33        | 5         | 2                | 0                | —          | —          | 35       | 5        |
| Pogoń Szczecin                 | 2018–19  | Ekstraklasa | 35        | 10        | 1                | 1                | —          | —          | 36       | 11       |
| Pogoń Szczecin                 | 2019–20  | Ekstraklasa | 13        | 2         | 0                | 0                | —          | —          | 13       | 2        |
| Pogoń Szczecin                 | 2020–21  | Ekstraklasa | 27        | 3         | 3                | 3                | —          | —          | 30       | 6        |
| Pogoń Szczecin                 | 2021–22  | Ekstraklasa | 24        | 7         | 0                | 0                | 2          | 0          | 26       | 7        |
| Pogoń Szczecin                 | 2022–23  | Ekstraklasa | 12        | 1         | 1                | 0                | 4          | 2          | 17       | 3        |
| Pogoń Szczecin                 | Összesen | Összesen    | 177       | 31        | 11               | 6                | 6          | 2          | 194      | 39       |
| Miedź Legnica                  | 2022–23  | Ekstraklasa | 17        | 2         | 0                | 0                | —          | —          | 17       | 2        |
| Miedź Legnica                  | 2023–24  | I Liga      | 1         | 1         | 0                | 0                | —          | —          | 1        | 1        |
| Miedź Legnica                  | Összesen | Összesen    | 18        | 3         | 0                | 0                | 0          | 0          | 18       | 3        |
| Összesen                       | Összesen | Összesen    | 324       | 63        | 28               | 12               | 8          | 3          | 360      | 78       |

## Sikerei, díjai
Lech Poznań
- Lengyel Kupa
  - Döntős (1): 2010–11

Zawisza Bydgoszcz
- I Liga
  - Feljutó (1): 2012–13

- Lengyel Kupa
  - Győztes (1): 2013–14

- Lengyel Szuperkupa
  - Győztes (1): 2014